# Serie A 2004/2005
Soutěžní ročník Serie A 2004/05 byl 103. ročník nejvyšší italské fotbalové ligy a 73. ročník od založení Serie A. Soutěž začala 11. září 2004 a skončila 29. května 2005. Účastnilo se jí poprvé 20 týmů z toho 14 se kvalifikovalo z minulého ročníku. Poslední čtyři týmy předchozího ročníku, jimiž byli AC Perugia, Modena FC, Empoli FC a poslední tým ročníku - Ancona Calcio, sestoupily do Serie B. Opačným směrem putovalo šest týmů, jimiž byli US Città di Palermo (vítěz Serie B 2003/04). Cagliari Calcio, AS Livorno Calcio, FC Messina Peloro, Atalanta BC a ACF Fiorentina postoupilo od 2. až 6. místa z druhé ligy.
Titul v soutěži obhajoval AC Milán, který v minulém ročníku získal již 17. prvenství v soutěži.
Vítězství slavil tým Juventus FC. Jenže po korupčním skandále byl titul v roce 2006 odebrán.

## Přestupy hráčů
| Jméno                    | odkud          | kam               | cena           |  |
| ------------------------ | -------------- | ----------------- | -------------- |  |
| Emerson Ferreira da Rosa | AS Řím         | Juventus FC       | 28 000 000 eur |  |
| Walter Samuel            | AS Řím         | Real Madrid       | 25 000 000 eur |  |
| Stefano Fiore            | SS Lazio       | Valencia CF       | 17 000 000 eur |  |
| Matteo Brighi            | Juventus FC    | AS Řím            | 16 000 000 eur |  |
| Zlatan Ibrahimović       | AFC Ajax       | Juventus FC       | 16 000 000 eur |  |
| Matuzalém                | Brescia Calcio | FK Šachtar Doněck | 14 000 000 eur |  |
| Valeri Božinov           | US Lecce       | ACF Fiorentina    | 14 000 000 eur |  |
| Marco Di Vaio            | Juventus FC    | Valencia CF       | 11 000 000 eur |  |
| Jaap Stam                | SS Lazio       | AC Milán          | 10 500 000 eur |  |
| Bernardo Corradi         | SS Lazio       | Valencia CF       | 10 000 000 eur |  |

## Složení ligy v tomto ročníku
| Klub                | Město              | Stadión                             | Kapacita | Trenér                                                                                     | 2003/04          |
| ------------------- | ------------------ | ----------------------------------- | -------- | ------------------------------------------------------------------------------------------ | ---------------- |
| Atalanta BC         | Bergamo            | Atleti Azzurri d'Italia             | 26 393   | Andrea Mandorlini (do 14. kola) Delio Rossi                                                | Serie B          |
| Brescia Calcio      | Brescia            | Mario Rigamonti                     | 16 743   | Gianni De Biasi (do 23. kola) Alberto Cavasin                                              | 11.              |
| Bologna FC 1909     | Bologna            | Renato Dall'Ara                     | 36 462   | Carlo Mazzone                                                                              | 12.              |
| Cagliari Calcio     | Cagliari           | Sant'Elia                           | 23 486   | Daniele Arrigoni                                                                           | Serie B          |
| ACF Fiorentina      | Florencie          | Artemio Franchi                     | 47 282   | Emiliano Mondonico (do 7. kola) Sergio Buso (do 20. kola) Dino Zoff                        | Serie B          |
| UC Sampdoria        | Janov              | Luigi Ferraris                      | 36 685   | Walter Novellino                                                                           | 8.               |
| AS Livorno Calcio   | Livorno            | Armando Picchi                      | 19 238   | Franco Colomba (do 18. kola) Roberto Donadoni                                              | Serie B          |
| US Lecce            | Lecce              | Via del Mare                        | 20 273   | Zdeněk Zeman                                                                               | 10.              |
| FC Messina Peloro   | Messina            | San Filippo                         | 38 772   | Bortolo Mutti                                                                              | Serie B          |
| AC Milán            | Milán              | Giuseppe Meazza                     | 82 955   | Carlo Ancelotti                                                                            |                  |
| FC Inter Milán      | Milán              | Giuseppe Meazza                     | 82 955   | Roberto Mancini                                                                            | 4.               |
| US Città di Palermo | Palermo            | Renzo Barbera                       | 37 242   | Francesco Guidolin                                                                         | Serie B          |
| Parma FC            | Parma              | Ennio Tardini                       | 27 906   | Silvio Baldini (do 15. kola) Pietro Carmignani                                             | 5.               |
| Reggina Calcio      | Reggio di Calabria | Oreste Granillo                     | 27 454   | Walter Mazzarri                                                                            | 13.              |
| AS Řím              | Řím                | Olimpico                            | 82 307   | Ezio Sella + Rudi Völler (do 4. kola) Luigi Delneri (do 28. kola) Ezio Sella + Bruno Conti | Stříbrná medaile |
| SS Lazio            | Řím                | Olimpico                            | 82 307   | Domenico Caso (do 16. kola) Giuseppe Papadopulo                                            | 6.               |
| AC Siena            | Siena              | Artemio Franchi – Montepaschi Arena | 15 373   | Luigi Simoni (do 18. kola) Luigi De Canio                                                  | 14.              |
| Juventus FC         | Turín              | Delle Alpi                          | 69 041   | Fabio Capello                                                                              | Bronzová medaile |
| Udinese Calcio      | Udine              | Friuli                              | 41 652   | Luciano Spalletti                                                                          | 7.               |
| AC ChievoVerona     | Verona             | Marc'Antonio Bentegodi              | 39 371   | Mario Beretta (do 35. kola) Maurizio D'Angelo                                              | 9.               |

## Tabulka
| Poř. | Tým                 | Z  | V  | R  | P  | VG | OG | B   |
| ---- | ------------------- | -- | -- | -- | -- | -- | -- | --- |
| 1.   | Juventus FC 1       | 38 | 26 | 8  | 4  | 67 | 27 | 86* |
| 2.   | AC Milan            | 38 | 23 | 10 | 5  | 63 | 28 | 79  |
| 3.   | FC Inter Milán      | 38 | 18 | 18 | 2  | 65 | 37 | 72  |
| 4.   | Udinese Calcio      | 38 | 17 | 11 | 10 | 56 | 40 | 62  |
| 5.   | UC Sampdoria        | 38 | 17 | 10 | 11 | 42 | 29 | 61  |
| 6.   | US Città di Palermo | 38 | 12 | 17 | 9  | 48 | 44 | 53  |
| 7.   | FC Messina Peloro   | 38 | 12 | 12 | 14 | 44 | 52 | 48  |
| 8.   | AS Řím 2            | 38 | 11 | 12 | 15 | 55 | 58 | 45* |
| 9.   | AS Livorno Calcio   | 38 | 11 | 12 | 15 | 49 | 60 | 45  |
| 10.  | Reggina Calcio      | 38 | 10 | 14 | 14 | 36 | 45 | 44  |
| 11.  | US Lecce            | 38 | 10 | 14 | 14 | 66 | 73 | 44  |
| 12.  | Cagliari Calcio     | 38 | 10 | 14 | 14 | 51 | 60 | 44  |
| 13.  | SS Lazio            | 38 | 11 | 11 | 16 | 48 | 53 | 44  |
| 14.  | AC Siena            | 38 | 9  | 16 | 13 | 44 | 55 | 43  |
| 15.  | AC ChievoVerona     | 38 | 11 | 10 | 17 | 32 | 49 | 43  |
| 16.  | ACF Fiorentina      | 38 | 9  | 15 | 14 | 42 | 50 | 42  |
| 17.  | Parma FC 3          | 38 | 10 | 12 | 16 | 48 | 65 | 42* |
| 18.  | Bologna FC 1909 3   | 38 | 9  | 15 | 14 | 33 | 36 | 42* |
| 19.  | Brescia Calcio      | 38 | 11 | 8  | 19 | 37 | 54 | 41  |
| 20.  | Atalanta BC         | 38 | 8  | 11 | 19 | 34 | 45 | 35  |

Poznámky
- Z = Odehrané zápasy; V = Vítězství; R = Remízy; P = Prohry; VG = Vstřelené góly; OG = Obdržené góly; B = Body
- 1  Juventus FC přišel o titul za korupční skandál.
- 2  AS Řím hrál Pohár UEFA za finále italského poháru na místo vítěze FC Interu Milán.
- 3  Parma FC a Bologna FC 1909 sehráli dvě utkání (0:1 a 2:0) o setrvání v soutěži.

|  | Mistr ligy a Přímý postup do Ligy mistrů 2005/06 |
|  | Přímý postup do Ligy mistrů 2005/06              |
|  | Postup do 3. předkola Ligy mistrů 2005/06        |
|  | Přímý postup do 1. kola Poháru UEFA 2005/06      |
|  | Sestup do Serie B 2005/06                        |

## Střelecká listina
.
Nejlepším střelcem tohoto ročníku Serie A se stal italský útočník Cristiano Lucarelli. Hráč AS Livorno Calcio vstřelil 24 branek.
| P.  | Nár        | Hráč                | Tým                 | Branky |
| --- | ---------- | ------------------- | ------------------- | ------ |
| 1.  | Itálie     | Cristiano Lucarelli | AS Livorno Calcio   | 24     |
| 2.  | Itálie     | Alberto Gilardino   | Parma FC            | 23     |
| 3.  | Itálie     | Vincenzo Montella   | AS Řím              | 21     |
| 4.  | Itálie     | Luca Toni           | US Città di Palermo | 20     |
| 5.  | Černá Hora | Mirko Vučinić       | US Lecce            | 19     |
| 6.  | Ukrajina   | Andrij Ševčenko     | AC Milán            | 17     |
| 7.  | Brazílie   | Adriano             | FC Inter Milán      | 16     |
| 7.  | Švédsko    | Zlatan Ibrahimović  | Juventus FC         | 16     |
| 7.  | Itálie     | Mauro Esposito      | Cagliari Calcio     | 16     |
| 10. | Itálie     | David Di Michele    | Udinese Calcio      | 15     |

## Vítěz
| Serie A 2004/05 titul odebrán |